# Ю Сун Бок
Ю Сун Бок (кор. 유순복; род. 2 августа 1970, КНДР) — северокорейская спортсменка, игрок в настольный теннис, чемпионка мира, призёр Олимпийских и Азиатских игр.

## Биография
Родилась в 1970 году. В 1991 году КНДР и Республика Корея выставили для участия в чемпионате мира единую объединённую команду, которая произвела сенсацию, выиграв чемпионат. На этом чемпионате Ю Сун Бок стала обладательницей золотой медали в составе команды.
В 1992 году стала обладательницей бронзовой медали Олимпийских игр в Барселоне. В 1993 году завоевала серебряную и бронзовую медали чемпионата мира.